# Nhiệt miệng áp tơ
Nhiệt miệng áp tơ (còn gọi là loét áp tơ, viêm loét miệng tái diễn) là một bệnh thường gặp, có đặc điểm là bệnh nhiệt miệng xuất hiện các vết loét miệng lành tính và không lây nhiễm, thường gọi dân dã là vết nhiệt miệng, tái đi tái lại ở người không có bệnh nền.
Thông thường, vết nhiệt ở miệng có màu trắng, đôi khi có màu vàng, viền xung quanh là màu đỏ, chúng có dạng hình tròn hoặc hình bầu dục. Đây là một bệnh lý phổ biến và gây nhiều phiền toái, đau đớn. 
Khi ăn, khi nói thậm chí khi nuốt nước bọt mà đụng chạm đến vết nhiệt ở miệng cũng gây nên cảm nhác đau nhói khó chịu. 
Ngày nay, những phương pháp điều trị thông dụng cho bệnh lý này bao gồm: Thuốc kháng sinh, chống viêm, điều biến miễn dịch (thay đổi cơ địa), thuốc bôi trực tiếp, các thảo dược và các biện pháp khắc phục dân gian.

## Triệu chứng và diễn biến
Nhiệt miệng không có mối liên quan đến thể trạng béo hay gầy, khỏe hay thường xuyên ốm yếu. Một số trường hợp thấy có tính chất gia đình, trong nhà có nhiều người cùng bị. 
Bệnh biểu hiện có tính chất chu kỳ lặp lại gần giống nhau, mỗi đợt kéo dài khoảng 10 - 15 ngày, bắt đầu bằng việc xuất hiện một hoặc vài ba đốm trắng nhỏ hơi đau, hơi nổi gồ lên trong niêm mạc miệng. Đốm trắng này to dần rồi vài ngày sau đồng loạt vỡ ra tạo thành vết loét. Vết loét lớn dần, nông, thường không quá lớp biểu mô, bờ nham nhở, ăn mặn rất xót, nói đau cản trở giao tiếp. Nếu không có biến chứng nặng vết loét tự lành dần sau 7- 10 ngày.
+ Giai đoạn đầu:
Xuất hiện các điểm tổn thương, có thể là một điểm hoặc nhiều điểm trong niêm mạc miệng với đặc điểm là những nốt nhỏ 1 – 2 mm hơi rắn và hơi gồ lên mặt niên mạc, hơi đau. Sau vài ngày các điểm này lớn dần bên trong có dịch viêm nổi phồng hoặc vỡ rất nhanh để lại ổ hoại tử.
+ Giai đoạn ổ hoại tử: 
Khi các mụn nước vỡ, hình thành ổ hoại tử là những đốm to 2 – 3 mm màu vàng nhạt, xơ dai bám phủ trên mặt, mảng hoại tử này sẽ tan rã dần thành dịch viêm hòa lẫn vào nước bọt và đi xuống đường tiêu hóa, giai đoạn này thường ngắn, chỉ kéo dài 1- 2 ngày hoặc ngắn hơn nữa. 
+ Giai đoạn ổ loét:
Đây là giai đoạn kéo dài nhất, thường từ  5 - 7 ngày, có thể tới 15 ngày hay lâu hơn nữa. Thông thường bệnh nhân không chú ý, khi thấy ăn mặn xót và nói đau mới phát hiện thì bệnh đã tiến triển tới giai đoạn này.
Thông thường nếu không có biến chứng, các vết loét tự lành không để lại sẹo sau 5 - 7 ngày, bệnh nhân ăn uống sinh hoạt bình thường, rồi lại tái diễn đợt khác tương tự. Tùy từng người, và trên cùng một người bệnh cũng tùy từng thời gian mà thời gian lành bệnh dài ngắn khác nhau.

## Nguyên nhân và cơ chế sinh bệnh

### Nguyên nhân
Nhiệt miệng thường xuất hiện ở tuổi thanh thiếu niên, và có xu hướng trong cùng một gia đình có nhiều người bị nhiệt miệng. Có một nghịch lý là: hút thuốc lá cung cấp một hiệu ứng phần nào bảo vệ chống lại các yếu tố aphthae. 
Các nguyên nhân khác như: Căng thẳng, chấn thương vật lý hoặc hóa học, thực phẩm nhạy cảm và nhiễm trùng đã được đề xuất. Các nguyên nhân truyền nhiễm như Helicobacter pylori và virus herpes simplex đã được nghiên cứu nhưng chưa được thống nhất.
Nguyên nhân chính xác của nhiệt miệng chưa được biết rõ, nhưng sự thiếu hụt vitamin B12, sắt, axit folic, chấn thương thể chất, đột ngột giảm cân, dị ứng thức ăn, phản ứng của hệ miễn dịch có thể góp phần vào sự phát triển của chúng. 
Nicorandil và một số loại hóa trị liệu cũng được ghi nhận có liên quan với loét aphthous. Một nghiên cứu gần đây cho thấy có sự tương quan chặt chẽ giữa loét aphthuos với các dị ứng với sữa bò.
Chấn thương vùng miệng là nguyên nhân phổ biến nhất, trầy xước do bàn chải đánh răng, rách vì thực phẩm sắc hoặc mài mòn (như bánh mì nướng, khoai tây chiên hay đồ vật khác), do răng vô tình cắn phải (đặc biệt là phổ biến với hàm răng nanh sắc), sau khi mất răng nha khoa, niềng răng có thể gây nhiệt miệng do gây chấn thương màng nhầy.
Các yếu tố khác, như là chất kích thích hóa học hoặc thương tích nhiệt cũng có thể dẫn đến sự phát triển của vết loét. Sử dụng kem đánh răng mà không có natri lauryl sulfat (SLS) có thể làm giảm tần số loét aphthous, nhưng một số nghiên cứu đã cho thấy không có mối liên quan giữa SLS trong kem đánh răng và nhiệt miệng. Bệnh Celiac đã được đề xuất như một nguyên nhân gây nhiệt miệng; nghiên cứu nhỏ đối với bệnh nhân bị bệnh celiac (33%) đã chứng tỏ một kết luận về mối liên quan giữa bệnh và kiểm soát nhiệt miệng, một số bệnh nhân được hưởng lợi từ loại bỏ gluten từ chế độ ăn uống của họ.
Hiện nay giả thiết cho rằng nhiệt miệng là một bệnh tự miễn, tức là cơ thể tự sinh dị nguyên, phản ứng kháng nguyên - kháng thể xảy ra ở niêm mạc miệng tạo nên một vùng tổn thương hoại tử. Vùng hoại tử nhanh chóng vỡ ra tạo thành ổ loét, đồng thời trong miệng luôn luôn ẩm ướt do nước bọt nên vết loét rất lâu lành. Cơ chế này cũng giải thích được hiện tượng các lần bệnh diễn ra rất giống nhau.

### Cơ chế sinh bệnh
Sinh lý bệnh của nhiệt miệng chưa được hiểu rõ. Về mặt mô học, nhiệt miệng chứa một mononuclearinfiltrate thâm nhập với một fibrin coating, aphthae tái phát có thể thay đổi miễn dịch tế bào trung gian tại chỗ T và B-cell. Phản ứng cũng đã được báo cáo là bị thay đổi ở loét apthous tái phát. Loét miệng aphthous cũng thường thấy trong bệnh Crohn.
Không có dấu hiệu cho thấy nhiệt miệng là liên quan đến kinh nguyệt, mang thai và mãn kinh.

## Chẩn đoán
Một số điều kiện cần được xem xét trong việc chẩn đoán khi đánh giá các bệnh nhân bị tái phát aphthae:
Điều cơ bản là aphthae lành tính có xu hướng các vết loét nhỏ và thường xuyên hơn, tự giới hạn, tự lành khi so sánh với các bệnh nghiêm trọng hơn ví dụ như: bệnh suy giảm miễn dịch do virus (HIV); bác sĩ nên cân nhắc việc thử nghiệm HIV ở những người bị aphthae lớn và chậm khỏi.
- Cần chẩn đoán giữa loét Aphthous với herpes:
Khi nhuộm Tzank, tiêu bản từ một tổn thương herpetic sẽ bao gồm các tế bào khổng lồ, các treponemal,virus, vi khuẩn và nấm. Sinh thiết đơn độc hoặc kết hợp với các nguồn khác của tổn thương hoặc thử nghiệm máu có thể hỗ trợ trong phân biệt tác nhân gây bệnh.
- Bệnh tự miễn dịch
Một số bệnh tự miễn dịch có thể bắt chước viêm loét aphthous lành tính. Behçet của hội chứng là một vasculitis tự miễn dịch gây ra tái phát loét miệng và bộ phận sinh dục, uveitis (viêm màng bồ đào) và retinitis(loét sinh dục). aphthae và Behçet có thể cùng tồn tại trên một cơ thể bệnh. Hội chứng Behçet có thể chiếm khoảng 43 – 100% bệnh nhân bị tái phát loétaphthous.
- Hội chứng Reiter liên kết với vết loét miệng, uveitis, viêm kết mạc và viêm khớp HLA B27 dương tính sau Hoa urethritis hoặc bacillary dysentery.
- Bệnh Crohn, có thể kết hợp loét miệng, Lupus ban đỏ, bullous pemphigoid và pemphigusvulgaris. Trong tất cả những điều kiện này, các triệu chứng liên quan nên được xem xét để chẩn đoán phân biệt với aphthae lành tính, thường xuyên.
- Apthae với ung thư vùng miệng
Cần được xem xét khi thường xuyên viêm loét hoặc chậm lành, sinh thiết hoặc phẫu thuật sinh thiết có thể giúp làm rõ điều này khác biệt này.

## Chữa trị

### Dùng thuốc bôi tại chỗ
+ KAMISTAD – Gel N: Thuốc chữa viêm nhiễm răng miệng, Kamistad – Gel N của Đức được chiết xuất từ dịch chiết hoa cúc, loại thảo dược hoạt tính kháng khuẩn, kháng viêm cao, giảm đau.
+ ORACORTIA: Thành phần Triamcinoloneacetonide.
Là loại thuốc kháng viêm dạng Corticoide có tác dụng điều trị hỗ trợ làm giảm tạm thời các triệu chứng viêm nhiễm khoang miệng hay tổn thương dạng loét do chấn thương.
Chống chỉ định: Mẫn cảm với thành phần thuốc. Tổn thương do nhiễm nấm, bạch biến, herpes, khối u mới mọc,
mụn trứng cá đỏ, loét hạch. Không dùng trên vùng da rộng hay lượng lớn thời gian dài. Phụ nữ có thai hoặc cho con bú. Tác dụng phụ: Teo da,
ban đỏ, rạn và làm mỏng da, rạn da đặc biệt vùng nhiều nếp gấp.
+ Các loại thuốc bôi không chuyên dụng khác:
- Nitrate bạc: Bôi trực tiếp lên tổn thương, thuốc làm bớt đau ngay sau khi bôi và lành thương tổn trong vòng 3 - 5 ngày.
- Debacterol là phức hợp phenol: sulfonate với sulfuric acid có tác dụng tương tự nitrate bạc. Đây là một hình thức đốt tiêu hủy vết loét bằng hóa chất. Cảm giác đau hầu như giảm ngay và vết thương sẽ lành sau 3 - 5 ngày. Thuốc bán theo toa và chỉ được dùng bởi nha sĩ hoặc bác sĩ. Thuốc chỉ được bôi 1 lần mỗi ngày.
- Các loại kem bôi có chứa triamcinolone acetonide: Thuốc được bôi ngày 3 lần, tốt nhất là sau bữa ăn chính và trước khi đi ngủ.
- Dung dịch tetracycline (achromycin, nor-tet, panmycin, sumycin, tetracap):
Dùng súc miệng có thể giúp giảm đau và vết loét lành nhanh chóng. Tuy nhiên, thuốc không giúp ngăn ngừa tái phát. Khi dùng quá 5 ngày, thuốc có thể gây kích ứng và tạo điều kiện cho nấm phát triển.
- Gel lidocaine: Gel 2%lidocaine:
Bôi chỗ loét ngày 4 lần. Tránh nuốt thuốc sau khi bôi và không nên dùng quá 4 lần mỗi ngày để tránh độc tính.

### Dùng thuốc bôi tạo màng ngăn
Các vết loét trong niêm mạc miệng rất lâu lành là do thường xuyên bị chìm trong nước bọt và dịch thức ăn. Một phương pháp mới được đưa ra để chữa trị chứng loét miệng này là: dùng thuốc bôi trực tiếp lên vết loét, phối hợp bốn loại thuốc: Sunfamethoxazon, trimethoprim, Serathiopeptit, hoạt chất tạo màng ngăn.
Thuốc vào trong miệng gặp nước bọt và dịch huyết tương rỉ ra từ chỗ tổn thương tạo thành màng, màng này đủ sức chịu đựng được sự tấn công của nước bọt và dịch thức ăn từ 6 - 8 giờ, cứ 6 - 7 giờ bôi thuốc một lần sẽ tạo được màng ngăn cách vết loét với dịch khoang miệng, từ đó làm cho vết loét rất nhanh lành. Đồng thời thuốc có tác dụng chống nhiễm khuẩn, kháng viêm, ngăn chặn hiện tượng tái phát. Kết hợp uống thêm vitamin, thuốc tăng cường chức năng gan hoặc kháng sinh nếu thấy cần thiết. 
Sau 6 - 7 lần bôi thuốc xuất hiện các dấu hiệu lành vết loét, sau 1 - 2 lần bôi thuốc khi ăn mặn sẽ không xót (do thuốc tạo màng ngăn). Tiếp tục bôi thuốc khi loét tái phát (do đặc điểm của bệnh là tái diễn từng đợt cho, nên chỉ bôi thuốc lúc có viêm loét) thấy diễn biến viêm loét nhẹ dần và thưa dần rồi khỏi, bệnh khỏi theo lộ trình giảm dần đi và thưa dần ra.

### Các phương pháp điều trị theo toa
Chế phẩm corticosteroid có chứa hydrocortisone acetonide hemisuccinate hoặc triamcinolone để kiểm soát các triệu chứng có hiệu quả trong điều trị loét nặng.
Việc áp dụng các nitrat bạc để đốt cháy những vết đau; có tác dụng giảm đau nhất thời nhưng không giảm thời gian lành vết loét, ở trẻ em nó có thể gây ra sự đổi màu răng nếu răng vẫn còn đang phát triển. 
Việc sử dụng tetracycline là gây tranh cãi, cũng như là điều trị với Levamisole, colchicine, gamma-globulin, Dapsone, thay thế estrogen và các thuốc ức chế monoamine oxidase.
Một thuốc mới hơn được gọi là Debacterol, một loại sulfuric acid / phenolics là giải pháp được sử dụng để đốt cháy vết đau, cho thấy có tác dụng giảm đau và giảm thời gian chữa bệnh. Tuy nhiên, mãi tới gần đây mới chấp thuận bởi FDA.
Bệnh nặng đôi khi được điều trị bằng corticosteroid như prednisone và thuốc chống virus như acyclovir.

## Phòng ngừa

### Nha khoa và các biện pháp phòng ngừa
- Thường xuyên sử dụng nước súc miệng không cồn có thể giúp ngăn ngừa hoặc giảm bớt tần suất của các vết loét.
- Trong một số trường hợp, thay đổi kem đánh răng có thể ngăn ngừa viêm loét aphthous, trong các nghiên cứu xem xét vai trò của natri sulfat dodecyl (natri lauryl sulfat hay SLS), một chất tẩy rửa có ở hầu hết các loại thuốc đánh răng. Sử dụng kem đánh răng không có hợp chất này, ở một số nghiên cứu cho thấy làm giảm số lượng, kích thước và tái phát loét.
- Niềng răng Nha khoa là một chấn thương vật lý phổ biến có thể dẫn đến viêm loét aphthous, khung nha khoa được che phủ bằng sáp có thể làm giảm hiện tượng mài mòn niêm mạc này. Phòng tránh các loại chấn thương vật lý và hóa học sẽ ngăn chặn một số loét, nhưng thường là chấn thương do tai nạn nên công tác phòng chống kiểu này thường không được thực hiện.

### Liệu pháp dinh dưỡng
Thiếu hụt Kẽm (Zn) đã được phát hiện ở những người bị tái phát viêm loét aphthous. Các nghiên cứu nhỏ nghiên cứu vai trò của bổ sung kẽm hầu hết là có kết quả tích cực đặc biệt là đối với những người bị thiếu hụt, mặc dù một số nghiên cứu đã tìm thấy việc bổ sung kẽm không có tác dụng điều trị.